# Stefan Jambo
Stefan Franz Jambo (Schifferstadt, 2 agosto 1958) è un ex calciatore tedesco, di ruolo centrocampista.

## Carriera

### Club
Cominciò la carriera con la maglia dello Homburg, per poi vestire le casacche di Saarbrücken e Norimberga. Tornato allo Homburg, fu successivamente ingaggiato dal Magonza.
Conclusa questa esperienza, emigrò in Norvegia per giocare nel Mjøndalen, formazione all'epoca militante nella 2. divisjon. Nel 1990 si trasferì allo Strømsgodset, squadra per cui poté esordire nella massima divisione locale: il 4 giugno, infatti, fu schierato titolare nella sconfitta per 2-0 sul campo del Fyllingen. Il 22 luglio arrivarono le prime reti, con una doppietta nella sconfitta per 5-2 in casa del Brann. Conclusa la stagione, fece ritorno al Mjøndalen.
Chiuse la carriera al Blau-Weiß Berlin.